# Cmentarz wojenny w Jaśliskach
Cmentarz wojenny w Jaśliskach – cmentarz z I wojny światowej położony na terenie wsi Jaśliska, w gminie Jaśliska, w powiecie krośnieńskim, w województwie podkarpackim. 

## Opis
Kwatera wojskowa znajduje się w południowo-wschodnim rogu cmentarza parafialnego w Jaśliskach. Podczas walk w latach 1914–1915 poległych żołnierzy chowano obok kościoła w Jaśliskach. Rosjanie grzebali swoich żołnierzy w sąsiedztwie cerkwi w Daliowej. W 1917 roku, z inicjatywy władz austriackich, skomasowano te pochówki na wydzielonej w tym celu kwaterze na cmentarzu parafialnym. W następnych latach cmentarz uległ prawie całkowitemu zniszczeniu. Dopiero w 2001 roku ustawiono niewielki pomnik z napisem:

W hołdzie żołnierzom uczestnikom I wojny światowej, którzy polegli w walkach z dala od swoich rodzinnych stron i których w jedno zjednoczyła Matka Ziemia. Na wieczną rzeczy pamiątkę kładziemy ten kamień. Społeczeństwo naszego regionu

W następnych latach obiekt otoczono ogrodzeniem metalowo-kamiennym, o kształcie zwężającego się czworokąta, zajmującego powierzchnię 970 m². Jako główny akcent architektoniczny cmentarza, usytuowany w jego środkowej części, wysoki kamienny krzyż na betonowym cokole. Na tablicy krzyża umieszczono napis:

Śmierć żołnierska jest święta i wszelki nakaz nienawiści maże 
 Czy bratem był, czy też wrogiem, niech nikt nie pamięta. 
 Jednaką cześć i miłość winniśmy im w darze.

Na cmentarzu pochowano 525 żołnierzy rosyjskich i austro-węgierskich w 77 grobach zbiorowych oraz 188 pojedynczych, poległych w roku 1914 i w maju 1915.
Cmentarz jest obiektem Szlaku Frontu Wschodniego I Wojny Światowej na obszarze województwa podkarpackiego.

## Galeria

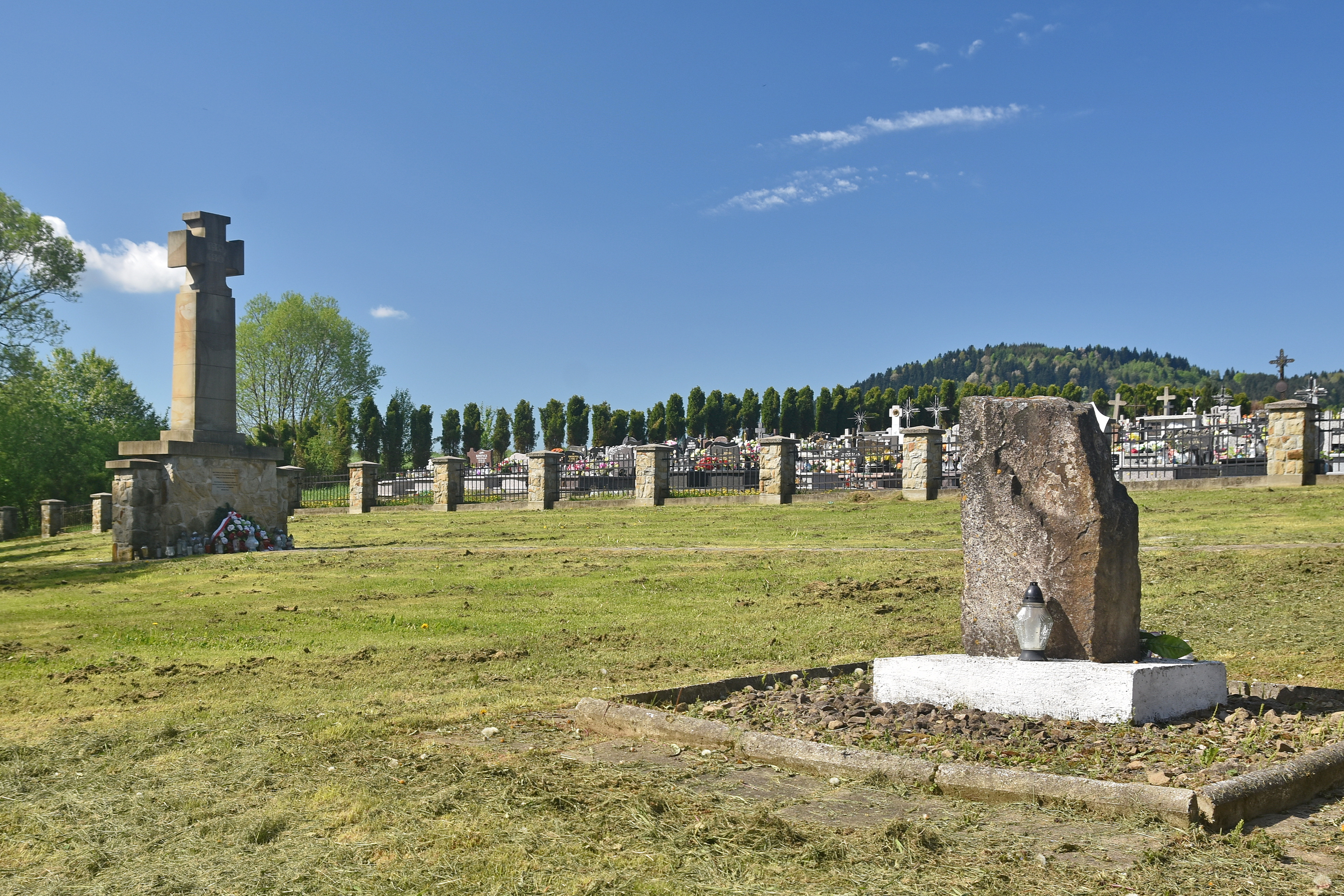
Widok ogólny
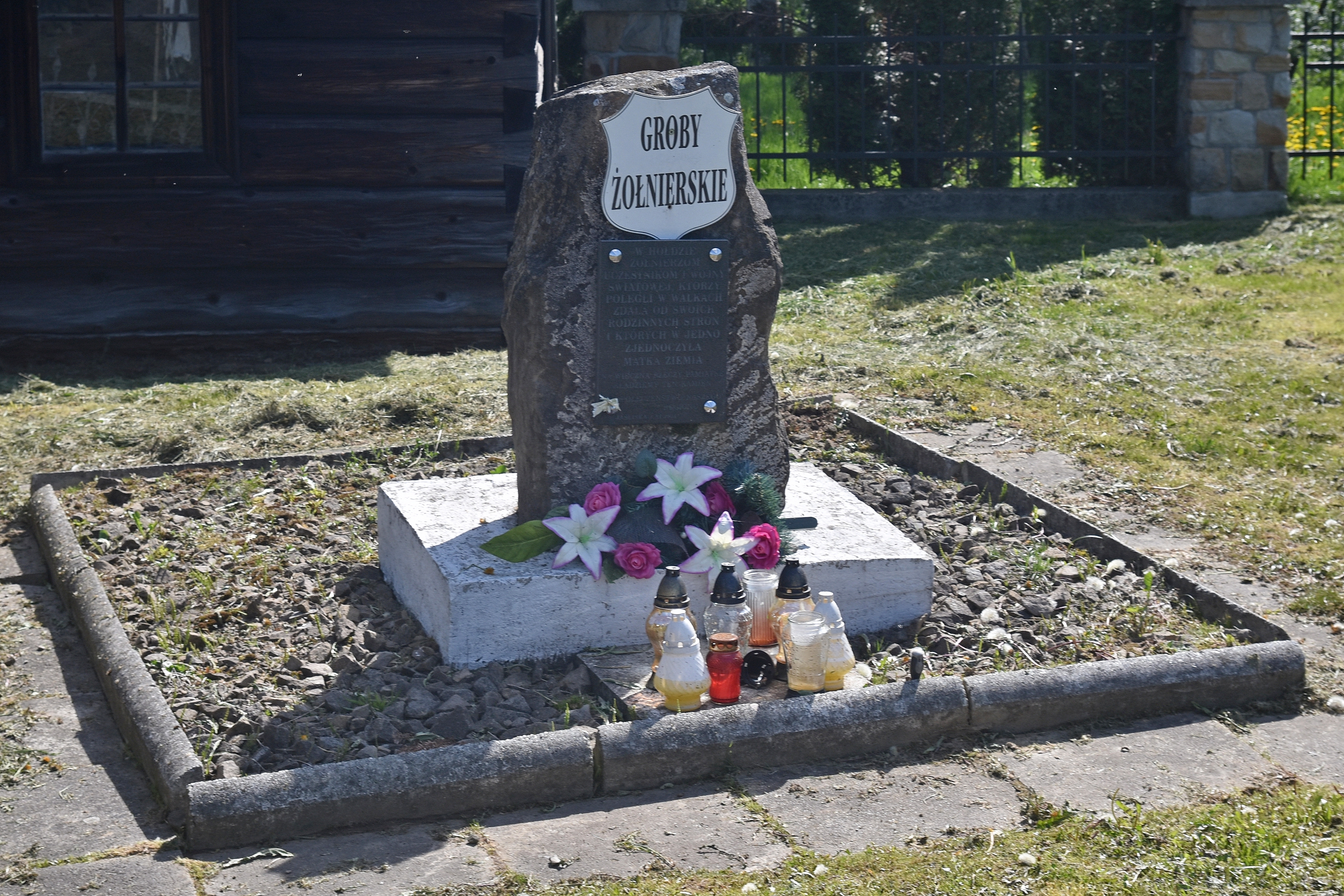
Pomnik
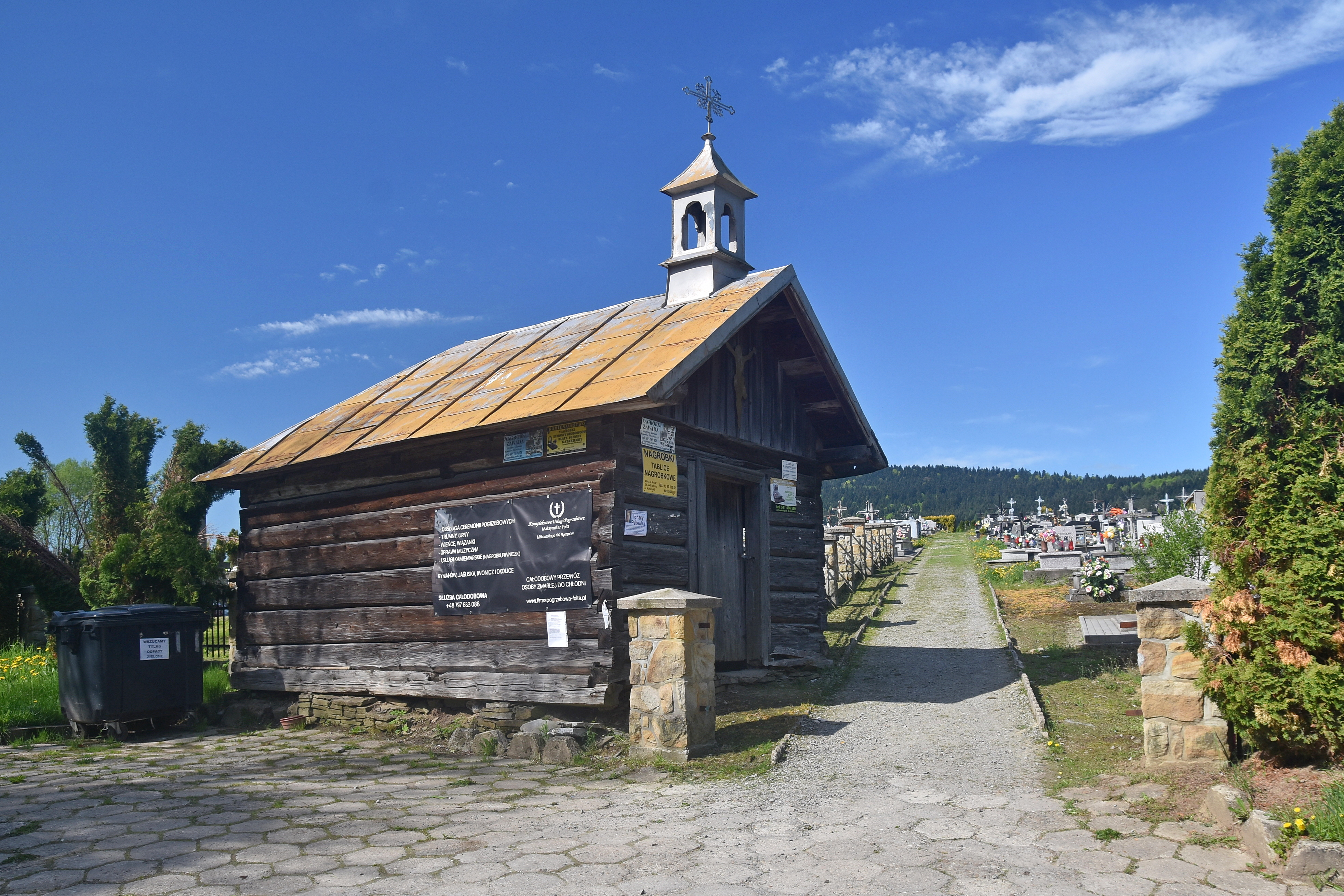
Kaplica cmentarna przy wejściu

## Netografia
- Dariusz Zając: Cmentarz wojenny w Jaśliskach. [w:] Szlakami i bezdrożami Beskidu Niskiego i Pogórzy Karpackich [on-line]. [dostęp 2017-08-02]. (pol.).